# Bruno Jursitzky
Bruno Jursitzky (* 26. September 1898 in Ebreichsdorf; † 25. Februar 1944 in Wien) war ein österreichischer Weichensteller und Widerstandskämpfer gegen das NS-Regime. Er wurde von der NS-Justiz zum Tode verurteilt und im Wiener Landesgericht geköpft.

## Leben
Jursitzky wurde am 18. November 1942 wegen Betätigung für die KPÖ festgenommen. Er wurde am 14. September 1943 wegen „Vorbereitung zum Hochverrat“ vom Volksgerichtshof zum Tode verurteilt und am 25. Februar 1944 mit dem Fallbeil hingerichtet.
Auch sein Bruder Wilhelm Jursitzky wurde in einem anderen Verfahren verurteilt und hingerichtet.

## Gedenken
Sein Name findet sich auf der Gedenktafel im ehemaligen Hinrichtungsraum des Wiener Landesgerichts.

## Quelle
- Porträt Bruno Jursitzky auf den Seiten des Dokumentationsarchiv des österreichischen Widerstandes. Abgerufen am 14. April 2021.

## Nachweise
1. ↑  Nachkriegsjustiz.at. Abgerufen am 14. April 2021.

| Personendaten    | Personendaten                                                                           |
| ---------------- | --------------------------------------------------------------------------------------- |
| NAME             | Jursitzky, Bruno                                                                        |
| KURZBESCHREIBUNG | österreichischer Spinnereiarbeiter und Widerstandskämpfer gegen den Nationalsozialismus |
| GEBURTSDATUM     | 26. September 1898                                                                      |
| GEBURTSORT       | Ebreichsdorf                                                                            |
| STERBEDATUM      | 25. Februar 1944                                                                        |
| STERBEORT        | Wien                                                                                    |